# Cầu cạn Göltzsch

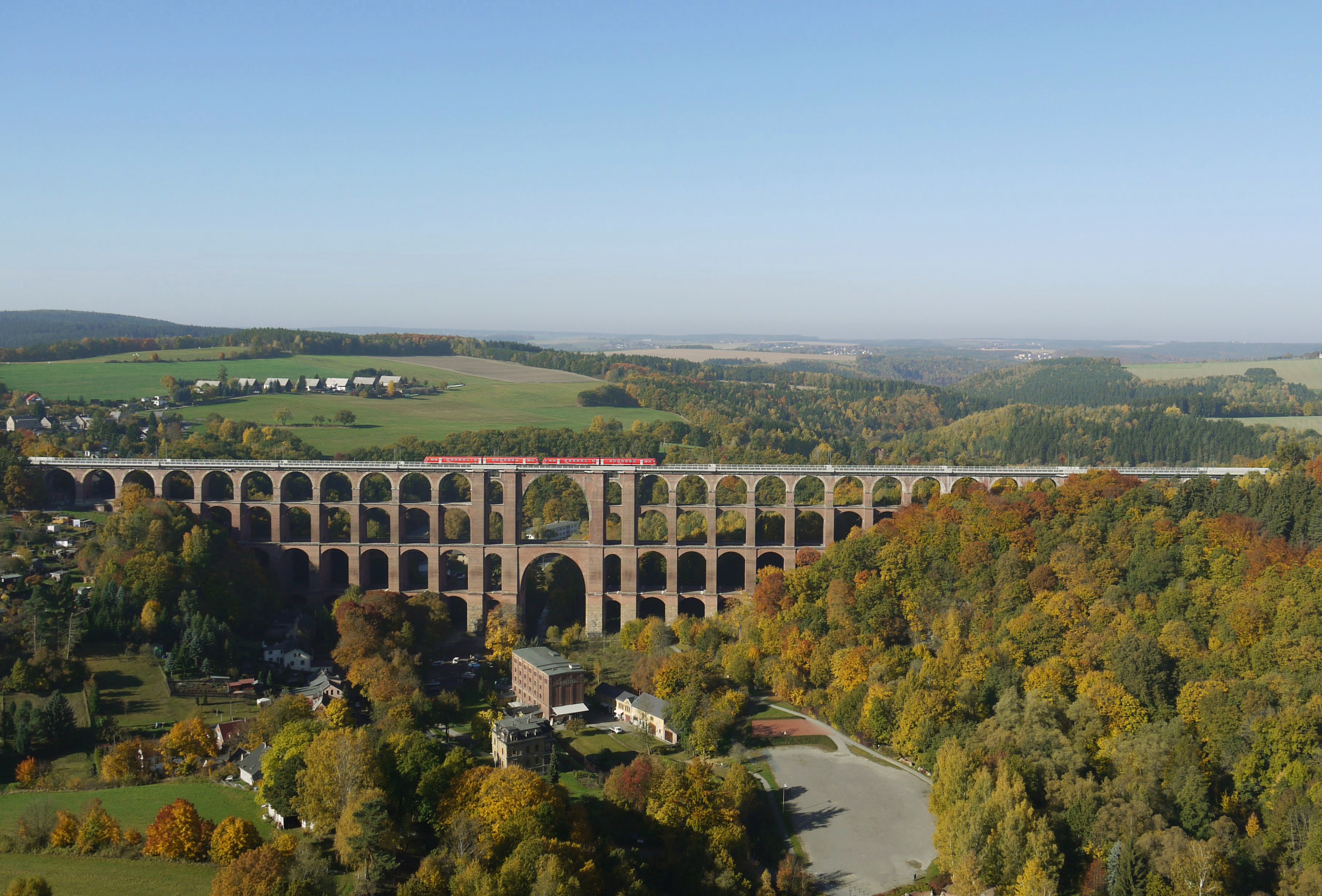
Cầu cạn Göltzsch

Cầu cạn Göltzsch (tiếng Đức: Göltzschtalbrücke) là một cây cầu cạn đường sắt ở Đức. Đây là cây cầu xây bằng gạch lớn nhất thế giới và có thời điểm là cây cầu đường sắt cao nhất thế giới. Nó trải dài qua thung lũng sông Göltzsch giữa quận Reichenbach im Vogtland của Mylau và thị trấn lân cận Netzschkau ở bang Sachsen tự do của Đức.
Nó được xây dựng từ năm 1846 đến năm 1851 như một phần của tuyến đường sắt giữa Sachsen (Leipzig, Zwickau và Plauen) và Bayern (Hof và Nürnberg). Nó hiện là một phần của tuyến đường sắt  Leipzig–Hof, gần ga Netzschkau.